# پیروز خسرو
پیروز خسرو یا پیروزان اشراف‌زادهٔ قدرتمند ایرانی بود که در طول جنگ داخلی ساسانیان کنترل بسیاری از امور کشور را در دست داشت، وی سرانجام طی حمله اعراب به ایران و در نبرد نهاوند کشته شد.

## جنگ داخلی ساسانیان
پیروز در سال ۶۲۸ به عنوان توطئه‌گر علیه خسرو پرویز شناخته شد. او رهبری جناح پارسی‌ها را به عهده داشت در حالی که فرخ هرمز خاندان اسپهبد رهبری خاندان پهلوی (اشکانی) را عهده دار بود. پس از سرنگونی خسرو پرویز، شیرویه بر تخت نشست و پیروز به عنوان وزرگ فرمذار (وزیر بلندبالای ساسانی) انتخاب شد. او تمام برادران شیرویه را اعدام کرد.

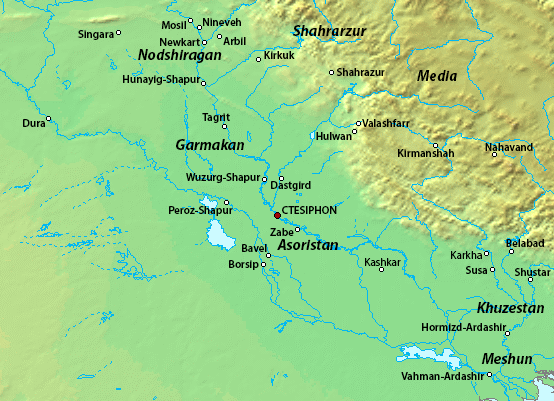
نقشه استان ساسانی آسورستان و مناطق پیرامون آن

یک سال بعد شهربراز با ۶٬۰۰۰ مرد جنگی به سوی تیسفون راهی شد و این شهر را محاصره کرد. البته وی قادر به تصرف شهر نبود بنابراین با پیروزان و اسپهبد نامدار پیمان دوستی بست. شهربراز باکمک این دو فرمانده نیرومند تیسفون را تصرف کرد و به شاهنشاهی ایران رسید. وی همچنین اردبیل، مهرآدور گوشنسب و بسیاری دیگر از اشراف‌زادگان را کشت.

## حمله اعراب به ایران
در حملهٔ اعراب به ایران، بهمن جادویه و اندرزگر در جنگ ولجه با اعراب درگیرشدند و در آن جنگ شکست خوردند.

تیسفون به سرعت به دست اعراب افتاد و پیروزان به جلولا گریخت و شروع به جمع‌آوری سپاهی دیگر کرد. او بار دیگر در جنگ جلولا با اعراب درگیر شد که بار دیگر شکست خورد و مهران رازی دیگر سردار ایرانی کشته شد.
```
== منابع ==
```

1. ↑  SASANIAN DYNASTY, A. Shapur Shahbazi, Encyclopædia Iranica, (20 July 2005).
2. ↑  Pourshariati (2008), p. 242